# 喝采投票
喝采投票（かっさいとうひょう）とは、投票・表決の一形態で、投票用紙等を用ず、発声や拍手によって意思の表明をして評決を行うものをいう。

## 発声投票
最も頻繁に行われるのは発声投票である。ある議案に対して、議長が議員に賛成・反対の意思を問い、議員が一斉に声を発して、反対の声を上げるものがいなければ可決となる。議院規則においては、喝采投票により可決されたものは満場一致として扱われる。または、選挙において議員が支持する候補者の名前を一斉に発声し、全員が同じ名前を言った場合にその候補者を当選とする。
この投票方法は、かつてはローマ教皇の選挙（コンクラーヴェ）での選出方法の1つとなっていた。しかし、発声投票により選出された教皇は1621年のグレゴリウス15世が最後であり、ヨハネ・パウロ2世によって、この形骸化していた方式が正式に廃止された。また、議会での決定やアメリカ合衆国大統領指名大会などでも見られることがある。

## カナダの選挙
カナダでは、議員や首長の選挙の立候補者が1人しかいなかった場合に、喝采投票が行われる。このような事態は、連邦政府の議員選挙ではほとんどないが、北部の3準州の議員選挙や地方自治体の選挙ではよく見られる。
カナダの下院議員選挙で喝采投票により選出された最後の例は、ウィリアム・ガーレイ・ブレアの死去に伴う1957年の補欠選挙で選出されたジョージ・ドゥーセットだった。その2か月前には、チェズリー・ウィリアム・カーターが総選挙で喝采投票により選出されていた。
ノースウエスト準州のイヌビック・ブートレイクでは、フロイド・ローランドが2003年と2007年の連続した2回の選挙で喝采投票で当選した。